# Clifford H. Baldowski
Clifford H. Baldowski (1917–1999) là một biên tập viên biếm họa cho Augusta Chronicle, Miami Herald, và Atlanta Constitution, người đã vẽ hàng ngàn phim hoạt hình dưới tên "Baldy".

## Sự nghiệp
Baldowski, sinh ra ở Augusta, bắt đầu sự nghiệp vẽ của mình vào năm 1946 bằng cách gửi các bức vẽ hoạt hình của mình vào trang biên tập của The Augusta Chronicle. Ông bắt đầu với công việc này chỉ là một nhân viên bán thời gian. Ngay sau đó, ông được thuê làm nhân viên chính thức cố định, trong đó ông đã lấy biệt danh là "Baldy". Baldy sau đó bắt đầu làm việc cho tờ Miami Herald nơi ông đã rất thành công trong các bức vẽ của mình. Năm 1950, ông gia nhập đội ngũ nhân viên của Atlanta Constitution, nơi ông tiếp tục công việc của mình trong 32 năm. Baldy nghỉ hưu vào năm 1982. Các tác phẩm của ông đã được đăng trên các tờ báo khắp Hoa Kỳ, Canada, và trên các tờ báo tiếng Anh ở Rome và Paris.